# Rivière des Deux Lacs
Rivière des Deux Lacs är ett vattendrag i Kanada.   Det ligger i provinsen Québec, i den östra delen av landet, 600 km norr om huvudstaden Ottawa. Rivière des Deux Lacs ligger vid sjön Lac Soscumica.
Trakten runt Rivière des Deux Lacs är nära nog obefolkad, med mindre än två invånare per kvadratkilometer.